# Ранняя Африканская церковь

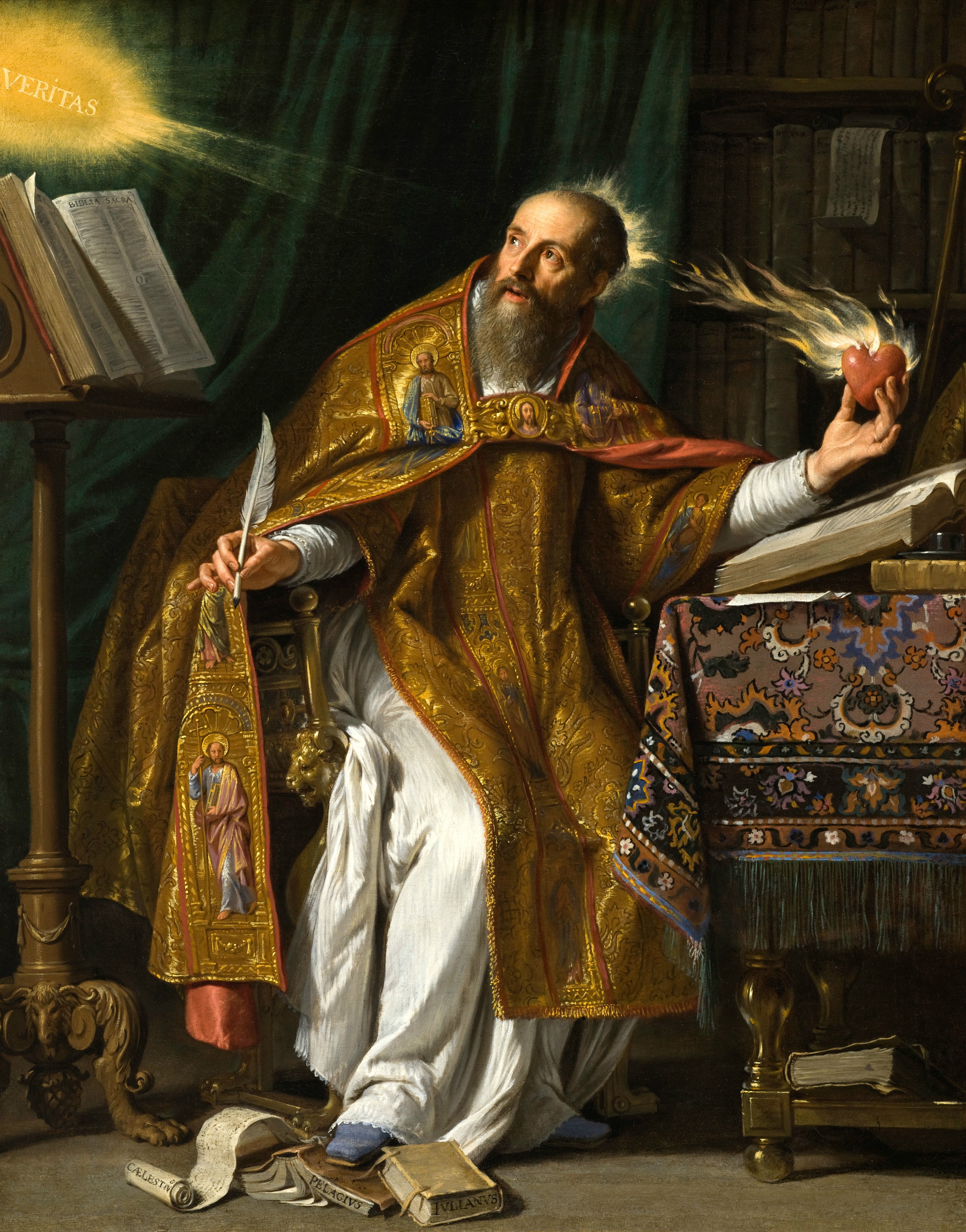
Святой Августин.

Ра́нняя А́фриканская це́рковь — христианская община, населявшая регион, известный как античная Африка, и географически составлявшая часть территории римской провинции Африка, а именно: средиземноморское побережье между Киренаикой на востоке и рекой Руммель  на западе; та часть, которая была обращена в сторону Атлантического океана, называлась Мавританией, в дополнение к областям Бизацена и Зевгитана. Таким образом, это несколько соответствует современным Марокко, Алжиру, Тунису и Ливии. Первоначально христианизация Африки шла там, где была римская цивилизация.
Неформальное главенство принадлежало Карфагенской епархии, митрополичьей архиепархии, постепенно община смогла сформировать свою поместную церковь, ставшую известной как «Карфагенская церковь».

## История до арабского завоевания

### Первые века
Делимитация церковных границ Церкви представляет собой вопрос большой сложности. Снова и снова римская политическая власть перестраивала свои административно территориальные единицы, и в различных случаях церковные власти согласовывали пределы своей юрисдикции с границами административно территориальных единиц. Однако эти пределы не только подлежали последовательному исправлению, но в некоторых случаях даже не были чётко обозначены. Части Мавретании всегда оставались независимыми; горный регион к западу от гор Орес и плато над Теллем так и не стали римскими. Верхние земли Сахары и вся страна к западу от хребта Атлас были заселены кочевыми племенами Гаэтули, и здесь нет ни следа церквей, ни определенной церковной организации. Христианство проникало, так сказать, мало-помалу.
Епархии создавались среди новообращённых христиан по мере того, как в них возникала необходимость; перемещались с места на место и исчезли, не оставив следов своего существования. Исторический период Африканской церкви начинается в 180 году с группы мучеников. К 180 году в области уже было 70 епархий, которых возглавила Карфагенская епархия. Архиепископ Карфагена стал носить титул «епископа Африки, Нумидии, Триполитании и Мавретании». В итоге африканская христианская община смогла сформировать свою церковь ставшую известной как Карфагенская церковь, в конце II века она становится средоточием одной из двух основных школ богословия первых столетий (вторая — Александрийская школа). Несколько позже в трудах Тертуллиана рассказывается, как быстро росло африканское христианство. Оно миновало римские рубежи и распространилось среди народов к югу и юго-востоку от гор Орес. Примерно в 200 году в Карфагене и в римских провинциях, начались жестокие гонения. Мы получаем информацию о различных его фазах из мученичества св. Перпетуи и трактатов Тертуллиана. Однако христианство и тогда не перестало совершать далёкие завоевания; христианские эпитафии можно найти в Сур-эль-Гозлане, датированные 227 годом, и в Типасе, датированные 238 годом. Эти даты подтверждены. Если мы будем полагаться на менее определенные тексты, мы можем признать, что христианизация Северной Африки началась очень рано.
К началу III века в городах и даже в сельских районах было большое христианское население, в которое входили не только бедняки, но и люди высшего ранга. Собор, состоявшийся в Карфагене около 235 года, проходил под председательством самого раннего известного епископа Карфагена Агриппина, присутствовали восемнадцать епископов из провинции Нумидия. Другой собор, состоявшийся при Киприане, примерно в середине III века, посетило восемьдесят семь епископов. В этот период Африканская церковь пережила очень серьёзный кризис.
Император Деций Траян издал эдикт, который сделал многих мучениками и исповедниками, но немало ещё и отступниками. Некий епископ, а за ним и вся его паства, должны были приносить жертвы богам. Отступников или лапси, робкие люди купившие свидетельство о вероотступничестве за деньги, стали так многочисленны, что они поверили, что могут устанавливать свои законы для церкви и требовать своего восстановления в церковном общении, что породило споры и досадные неприятности.
Но даже в такое время в Африканской церкви были мученики. Гонения в конце III и в начале IV века не только создали мучеников; они также породили меньшинство, которое утверждало, что христиане могут передавать священные книги и архивы церкви государственным служащим, не отступая от веры (см. Традиторы).

### После Константина
Воцарение Константина Великого застало африканскую церковь раздираемой противоречиями и ересями; никеяне и донатисты спорили не только полемически, но и не брезговали применять насилие друг к другу. Закон Константина от 318 года лишил донатистов их церквей, большую часть которых они отняли у никейских христиан. Однако они стали настолько могущественными, что даже такая мера не смогла их сокрушить. Их было так много, что на соборе донатистов, состоявшемся в Карфагене в 327 году, присутствовало 270 епископов.
Попытки примирения, предложенные императором Констанцием II, только увеличили разрыв и привели к вооруженным репрессиям, постоянно растущему беспокойству и вражде, которая становилась всё более ожесточённой. Тем не менее, в самый разгар этих неприятностей патриарх Карфагенской церкви Грат заявил в 349 году: «Бог вернул Африке религиозное единство». Воцарение Юлиана в 361 году и его разрешение всем религиозным изгнанникам вернуться в свои дома усугубили проблемы ранней африканской церкви. Епископ-донатист находился на отделенной кафедре в Карфагене в противовес никейскому патриарху.
Один акт насилия сменял другой и порождал новые конфликты. Примерно в это же время Оптат, епископ Милевума, начал бороться с сектой своими сочинениями. Несколько лет спустя Святой Августин, обращённый в Медиолане, вернулся на свою Родину и начал активно бороться за единство церкви. К тому времени язычество перестало быть угрозой для христиан; в 399 году в Карфагене были закрыты последние языческие храмы. Тем не менее энергия и гений Августина были заняты обучением духовенства и наставлением христиан, а также богословскими спорами с еретиками. В течение сорока лет, с 390 по 430 год, соборы Карфагена, которые объединили большую часть африканского епископата, публичные дискуссии с донатистами, проповеди, комментарии к Священному Писанию, следовали почти без перерыва; беспрецедентная деятельность, дающая соизмеримые результаты.
Пелагианство, после больших успехов в Африке, было осуждено на Карфагенском соборе 412 года. Донатизм и полупелагианство были уничтожены, когда политические события величайшей важности изменили историю и судьбу африканской церкви. Конфликт между Карфагеном и Римом по поводу руководства над африканской церковью вышел на первый план, когда Апиарий Сиккинский обратился к Риму с апелляцией о своём отлучении от церкви и тем самым бросил вызов авторитету Карфагена. Магистр армии Бонифаций призвал вандалов в Африку в 426 году, к 429 году их вторжение было завершено. Варвары быстро продвинулись вперёд и стали хозяевами городов и провинций. В 430 году святой Августин умер во время осады Гиппона; девять лет спустя Гейзерих, король вандалов, овладел Карфагеном. Тогда для африканской церкви началась эпоха преследований, доселе неизвестных. Вандалы были арианами и стремились утвердить арианство.
Церкви, оставшиеся после вторжения, были либо переданы арианам, либо изъяты у халкедонян и закрыты для общественных богослужений. После вмешательства императора Зенона и заключения мирного договора с Гейзерихом наступило временное затишье. Церкви были открыты, и халкедонцам было разрешено выбрать патриарха в 476 году, но смерть Гейзериха и указ Хунериха в 484 году усугубили ситуацию. Современник тех событий писатель Виктор Витенский рассказал нам всё, что мы знаем об этой долгой истории преследований вандалов. В таком опасном положении африканские христиане не проявляли большого мужества перед лицом угнетения.
В последние годы правления вандалов в Африке Святой Фульгенций, епископ Руспийский, оказал хорошее влияние на правящую королевскую династию Вандалов, которые уже не были полностью варварами, но чья культура, полностью стала римской, ровняясь в культуре на своих подданных. И всё же королевство Вандалов, просуществовавшее почти столетие, оказалось менее прочным, чем в начале своего существования. Хильдерих, сменивший Тразамунда в 523 году, был слишком изнеженным правителем, чтобы навязывать свою волю другим. Гелимер лишил его власти Хильдериха и провозгласив себя королём в 531 году. Его мятеж оказался очень успешным, а его авторитет прочно укрепился, когда ромейский флот появился у берегов Африки. После битвы при Дециме (13 сентября 533 года) инициатива перешла в руки победивших римлян. Взятие Карфагена, бегство Гелимера и битва при Трикамаре примерно в середине декабря довершили уничтожение и исчезновение вандалов.
Победителю Велизарию достаточно было лишь показать себя, чтобы отвоевать большую часть побережья и подчинить города императору Юстиниану. На соборе, состоявшемся в Карфагене в 534 году, присутствовали 220 епископов, представляющих Карфагенскую церковь. Был издан эдикт, запрещающий публичное совершение арианского культа. Однако установление римского правления было далеко от восстановления единства африканской церкви. Соборы Карфагена собрали епископов римских провинций: Африка, Бизацена и Нумидия, но епископов Триполитании и Мавретании не было. Фактически, Мавретания вернула себе политическую автономию в период вандалов. Была создана местная династия, и римской армии так и не удалось снова покорить часть страны, столь далекую от их базы в Карфагене.
Правление Юстиниана знаменует печальный период в истории африканской церкви из-за той роли, которую духовенство заняло в деле, известном как спор о трёх главах. В то время как одна часть епископата зря тратила время и силы на бесплодные богословские дискуссии, другие не выполнили свой долг. Именно при таких обстоятельствах папа Григорий I послал в Африку людей, чей высокий авторитет значительно повысил престиж Римской церкви. Нотариус Иларус стал в некотором смысле папским легатом с властью над африканскими епископами. Он не оставлял им сомнений в отношении их долга, наставлял или ругал их и созывал соборы от имени епископа Рима. С помощью митрополита Карфагенского он преуспел в восстановлении единства, мира и церковной дисциплины в африканской церкви, которая черпала силу из столь удачной перемены, даже с той уверенностью, что Римский престол вновь обрёл уважение и авторитет.

## Арабское завоевание и упадок
Арабы начали завоёвывать Северную Африку в VII веке, а в 698 году был взят Карфаген. Карфагенская церковь постепенно вымерла вместе с местной латынью. Ранее преобладало мнение, что упадок христианства в Северной Африке был быстрым. Однако сейчас уже считается, что христианство сохранялось в этом регионе в течение многих столетий, прежде чем было уничтожено путём гонений. Так, есть свидетельства XII века, которые гласят, что в своём стремлении создать на месте некогда существовавшей римской провинции Африка своё африканское королевство, норманны воспользовались помощью от оставшегося христианского населения на территории современного Туниса, некоторые лингвисты, такие как Вермондо Бруннателли, утверждают, что эти христиане продолжали говорить на местной латыни в течение многих веков. Этот язык продолжал существовать и после прихода арабов племени Бану Хилал в XI веке и вероятно уцелел до начала XIV века. Кроме того, современные учёные установили, что среди берберов Африки местная латынь была связана с христианством, которое сохранялось в Северной Африке до XIV века.
В 1152 году мусульманские правители начали проводить сильные гонения на христиан, они приказали всем христианам Туниса обратиться в ислам в противном случае их ждала смерть. Когда те гонения стихли, единственным уцелевшим африканским епископством, упомянутым в списке Католической церкви в 1192 году, было Карфагенское. К 1246 году при папе Иннокентии IV Карфагенская церковь была полностью уничтожена мусульманами.
Лопе Фернандес де Айн, епископ Марокко, был назначен Папой Иннокентием IV в 1246 году епископом над всей Африкой, единственной церкви, которой было разрешено проповедовать там.
Несмотря на уничтожение Карфагенской церкви, местное африканское христианство всё ещё было засвидетельствовано в XV веке, хотя оно не было в общении с римским престолом.
Согласно свидетельству Мауля Ахмада, местная латынь сохранилась в Таузаре до начала XVIII века. В 1709 году он упомянул в своих записях про наличие остатков христианского населения, так он писал: «жители Таузара это остатки христиан, которые когда-то жили в Африке, до арабского завоевания».

## Христианская литература Африки
Церковная литература христианской Африки является наиболее важной из латинских христианских литератур. Первое имя, которое приходит на ум это Тертуллиан, замечательный писатель, большая часть работ которого до сих пор сохранилась, несмотря на пробелы, вызванные утраченными записями. Ему приписывают такие труды, как Passio S. Perpetuae, но великий апологет стоит так полно, что ему нет нужды заимствовать у других. Не то чтобы Тертуллиан всегда отличался стилем, идеями и теологией, но он предоставил материал для очень наводящих на размышления исследований. Его стиль, действительно, часто преувеличен, но его недостатки относятся к периоду, недалеко ушедшему от великой эпохи латинской литературы. Не все его идеи одинаково новы и оригинальны, так что то, что на самом деле кажется его собственным, приобретает важность именно по этой причине. В отличие от апологетов своего времени и до него, Тертуллиан отказался сделать христианскую апологетику просто оборонительной; он апеллировал к закону империи, утверждал право на социальное существование и переходил в наступление.
Его теология иногда дерзка и даже неточна, его мораль недопустима из-за чрезмерности. Некоторые из дошедших до нас трактатов были написаны уже после того, как он отделился от ортодоксальной Церкви. И всё же, какой бы приговор ему ни вынесли, его произведения остаются одними из самых ценных в христианской древности.
Юрист Марк Минуций Феликс проявил столько литературных навыков в своих коротких трактатах на несколько страниц, что заслуженно прославился. Переписка, трактаты и проповеди св. Киприана, епископа Карфагенского, относятся примерно к середине 3-го века, переписка составляет один из самых ценных источников по истории христианства в Африке и на Западе того времени. Его отношения с Римской церковью, Карфагенские соборы, его бесконечные споры с африканскими епископами в какой-то степени занимают место утерянных документов того периода.
Святой Киприан, хотя и был оратором до того, как стал епископом, не равен Тертуллиану по стилю. Его трактаты хорошо составлены и написаны с искусством; они, однако, не содержат того неисчерпаемого изобилия взглядов и перспектив, которые являются единственной привилегией некоторых очень высоких умов.
Арнобий, автор апологии христианства, представляет второстепенный интерес; Лактанций, более культурный и более литературный, принадлежит Африке только по причине богатства своего гения. Его талант исключительно цицероновский, его не учили в школах своей родины. Среди них, у каждого из которых есть своё название и место, были другие, почти неизвестные или скрытые под непонятной анонимностью. Сочинения, собранные в Спурии латинской литературы, иногда приписываются Тертуллиану, иногда святому Киприану или даже папе Виктору, современнику императора Коммода. Другие авторы, такие как Максимий Мадаврский и Викторин, стенд с Оптатом Милевитанским, стоят в первых рядах африканской литературы в IV веке до появления св. Августина.
Литературные труды святого Августина настолько тесно связаны с его деятельностью как епископа, что в настоящее время трудно отделить одно от другого. Он писал не ради письма, а ради дела. Начиная с 386 года, его трактаты появлялись каждый год. Такое изобилие часто наносит ущерб их литературной ценности; но что ещё более вредно, так это его собственная небрежность в отношении красоты формы, о которой он, кажется, никогда не думает в своей заботе о других вещах. Его целью прежде всего было добиться осуждения. В результате у нас есть несколько красивых отрывков, выпавших из-под его пера. Именно возвышенности его мысли, а не его культуре, мы обязаны некоторыми страницами, которые достойны восхищения, но не совершенными. Языком Августина действительно была латынь, который уже пришёл в упадок. Его желание было понять, а не восхищаться, что объясняет недостатки его работы в отношении стиля.
Но когда от его стиля мы переходим к его мыслям, мы можем почти безоговорочно восхищаться им. Даже здесь мы находим случайные следы безвкусицы, но это вкус его периода: витиеватый, любящий блеск, каламбуры, утонченность — одним словом, слабости современной латыни.
Из всех огромных трудов святого Августина наиболее важными, поскольку они являются одними из первых христианских сочинений, являются: Исповедь, Град Божий и Комментарий к Евангелию от Иоанна. Что касается богословия, то его труды дали христианству импульс, который ощущается веками. Учение о Троице дало ему материал для наиболее законченного изложения, которое можно найти среди трудов учителей Церкви. Другие писатели, богословы, поэты или историки встречаются после времён Святого Августина, но их имена, какими бы благородными они ни были, не могут сравниться по известности с великими писателями, принадлежащими к III и IV векам. Стремление Святого Фульгенция, епископа Руспийского, состоит в том, чтобы думать и писать как верный ученик святого Августина. Драконцию, заслуженному поэту, не хватает возвышенности. Лишь случайная строчка заслуживает места среди не умирающих стихов. Виктор Витенский, пылкий историк, иногда заставляет нас желать при своих слишком литературных описаниях однообразной простоты хроник с их строгой точностью. В богословских или исторических сочинениях Факунды Гермианского, Верекунда и Виктора Туннунумского можно найти всплески страсти литературного достоинства, но часто сомнительной исторической точности.
Труды африканских авторов, например Тертуллиана и Св. Августина, полны цитат из Священных Писаний. Эти фрагментарные тексты являются одними из самых древних свидетелей латинской Библии и имеют большое значение не только в связи с формированием стиля и словарного запаса христианских писателей Африки, но также и в отношении работы над библейскими текстами. В настоящее время Африканская церковь представлена группой текстов, сохранивших версию, широко известную как «Африканская версия» Нового Завета. Теперь можно считать несомненным, что в раннехристианской Африке никогда не существовало официального латинского письма, известного всем церквям или использовавшегося верующими в ущерб всем остальным. Африканские епископы охотно разрешали вносить исправления в копию Священного Писания или даже, при необходимости, делать ссылку на греческий текст. За некоторыми исключениями, текст Септуагинты преобладал в Ветхом Завете до IV века. В случае с библейским каноном западного типа. На этой основе возникли самые разные переводы и толкования. Существование ряда версий Библии в Африке, однако, не означает, что ни одна из версий не использовалась и не принималась более широко, чем остальные. Но и у этой версии не было конкурентов. Помимо расхождений в двух цитатах одного и того же текста в работах двух разных авторов, а иногда и одного и того же автора, мы знаем, что у нескольких книг Священного Писания были версии, полностью независимые друг от друга. По крайней мере, три разные версии книги пророка Даниила использовались в Африке в III веке. В середине IV века донатист Тихоний использует и сопоставляет две версии Апокалипсиса.

## Литургия

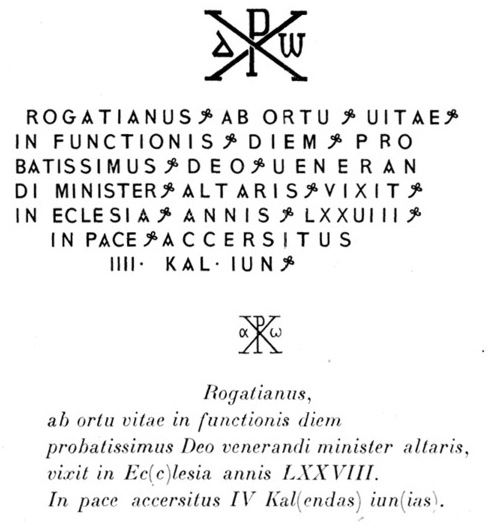
Эпитафия берберского патриарха, найденная в современном Улед Мумен, провинция Сук Ахрас (Алжир).

Литургия Африканской церкви известна нам из писаний отцов церкви, но не существует ни единого сочинения, ни богослужебной книги, принадлежащих ей. Труды Тертуллиана, св. Киприана, св. Августина полны ценных указаний, указывающих на то, что литургия в Африке представляла много характерных точек соприкосновения с литургией Римской церкви. Литургический год состоял из праздников в честь Господа и множества мучеников, которые компенсировались определенными днями покаяния. Однако Африка, похоже, в этом вопросе не строго соответствовала тому, что было обычным делом. В станционные дни (среда и пятница), пост не продолжался дольше третьего часа после полудня. Пасха в Африканской церкви имела такой же характер, как и в других церквях; она продолжала втягивать в свою орбиту часть года, фиксируя дату Великого поста и пасхального сезона, в то время как Пятидесятница и Вознесение также тяготели вокруг неё. Рождество и Крещение чётко отделялись друг от друга и имели фиксированные даты. Культ мучеников не всегда можно отличить от культа мёртвых, и только постепенно линия была проведена между мучениками, которых следовало призвать, и мёртвыми, за которых следовало молиться. Молитва (прошение) о месте освежения, свидетельствует о вере в обмен помощи между живыми и умершими. Вдобавок к молитве за умерших мы находим в Африке молитву за определенные классы живых.

## Язык
Люди Африки использовали одновременно несколько языков; северная часть поначалу была латиноязычной. Действительно, до и в течение первых веков нашей эры мы находим там процветающую латинскую литературу, множество школ и известных риторов. Однако до этого в Карфагене во II веке активно использовался греческий язык; некоторые трактаты Тертуллиана были написаны также на греческом языке. Неуклонное развитие римской цивилизации привело к пренебрежению и отказу от греческого языка. В начале III-го века любой африканец, выбранный наугад, легче выразился бы на греческом, чем на латыни; двести лет спустя святой Августин и поэт Драконций имели в лучшем случае лишь небольшое знание греческого языка. Что касается местных диалектов, о них мало известно. До нас не дошло ни одно произведения христианской литературы, написанного на пуническом языке, хотя не может быть никаких сомнений в том, что духовенство и верующие использовали этот язык, на котором широко говорили в Карфагене и прибрежных городах Проконсульской провинции. Низшие и средние классы говорили на пуническом, и циркумцеллионы были одними из последних его приверженцев и носителей. Христианские писатели почти полностью игнорируют ливийский или берберские языки. Святой Августин действительно говорит нам, что этот язык использовался только среди кочевых племён.

## Цитаты
1. ↑  фр. "les gens de Touzeur sont un reste des chrétiens qui étaient autrefois en Afrik’ïa, avant que les musulmans en fissent la conquête" '"`UNIQ--ref-00000007-QINU`"'